# 프랑스 제4공화국
프랑스 제4공화국(프랑스어: Quatrième République française)은 1946년 10월 27일부터 1958년 10월 4일까지 존속한 프랑스의 공화정 체제이다. 제4공화국은 독일 점령하의 프랑스 해방 이후 탄생하였다. 제3공화국이 1930년대 겪은 여러 위기에도 불구하고, 1875년부터 시작된 제3공화국의 의원내각제 공화정 체제는 그 나름의 안정성을 인정받아 제4공화국 시절이 되어서도 이어졌다.
제4공화국은 전후 복구를 시행하며 사회 보장을 확립하고, 북대서양조약기구와 유럽 공동체를 통해 프랑스를 서방 동맹에 속하게끔 했다. 허나 제4공화국은 안정적인 집권 세력을 구축하는데는 실패했는데, 확실한 다수당이 없다보니 온건파들이 연정을 통해 내각을 유지시켰지만 정치 화합을 달성하는데 어려움이 많아 내각 교체가 잦은 편이었다.
그래도 체제 자체는 유지되고 있었으나, 제국주의 시대의 종말이 오던 1954년 인도차이나에서 프랑스군이 패배함으로 인하여 프랑스 우익 세력들의 불만이 고조되고, 이후 권력을 잡게 된 피에르 망데스 프랑스의 노력에도 불구하고 같은 해에 일어난 알제리 독립 전쟁이 야기한 위기 속에 제5공화국으로 넘어가게 된다.

## 탄생
자유 프랑스 위원회의 샤를 드 골이 제2차 세계 대전 종전 후 14개월 동안 임시 정부의 대통령으로 통치하다가 국민 투표에서 승인을 얻어 제4공화국이 성립되었다.

## 외교
국공 내전에서 승리하여 새로이 건국된 중화인민공화국을 승인하지 않고 패퇴하여 타이완으로 그 영역이 축소된 중화민국과 관계를 유지하고 제1차 인도차이나 전쟁 남부의 베트남 공화국을 지지하는 등 대외적으로 친서방 반공정책을 펼쳤다. 물론 여기서 말하는 반공은 사민주의가 아닌 소련식 공산주의를 말한다.

## 해체
알제리 전쟁의 여파로 1958년 5월 내각에 불만을 품은 군부 쿠데타가 일어나고, 일부 지역을 점거한 군부가 알제리 독립 반대, 드골 복귀를 외치며 내각과 대립하자, 피를 보기 꺼려한 정권이 이를 수용하고 드골이 임시 총리에 오른 후, 당해 10월 국민 투표를 통해 대통령에게 더 많은 권한을 주는 이원집정부제를 실시하여 제5공화국이 성립된다.

## 역대 대통령
- 뱅상 오리오
- 르네 코티